# Sud Aviation Caravelle
Караве́лла (фр. Caravelle) — марка французьких пасажирських турбореактивних літаків середньої дальності, які виготовлялись Національним промисловим авіаційно-космічним товариством (Societé Nationale Industrielle Aérospatiale) з 1955 року до початку 1970-х років.

## Історія

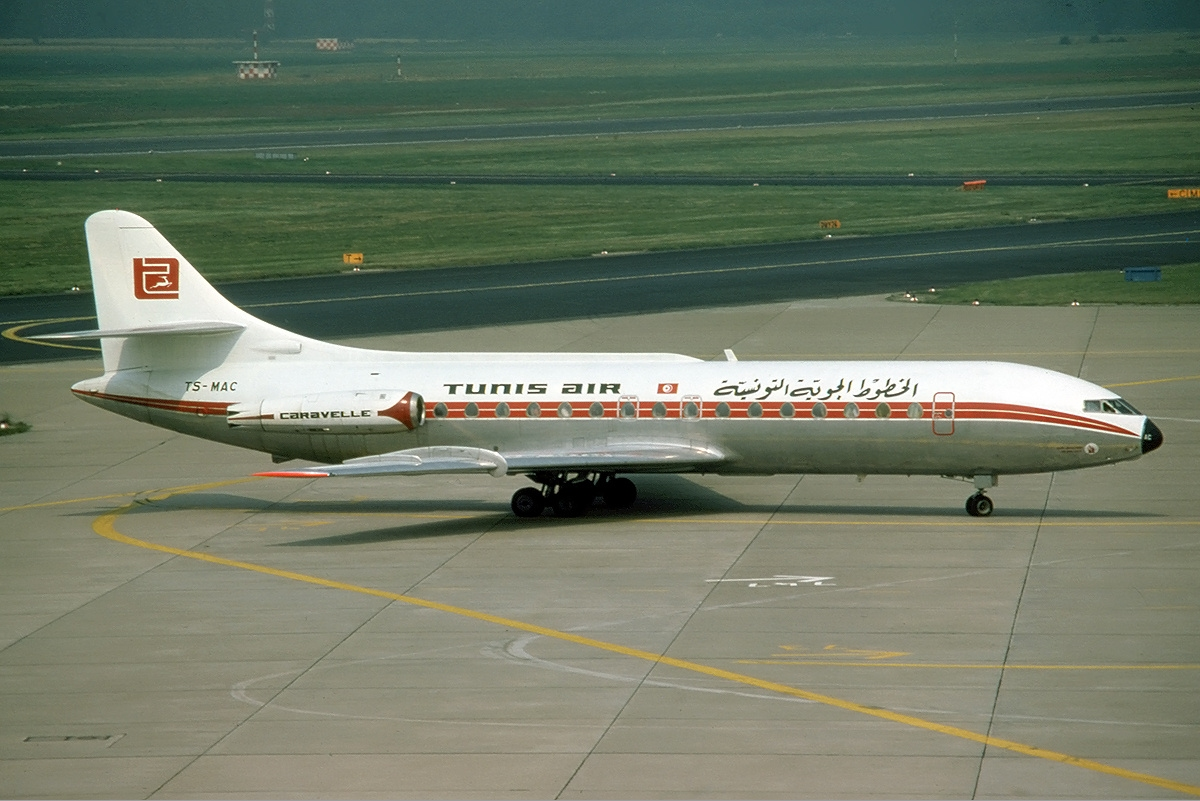
Sud Aviation Caravelle авіакомпанії Tunisair в 1977 р.

Перший політ "Каравелла" здійснила 27 травня 1955 року.

## Авіаподії і нещасні випадки

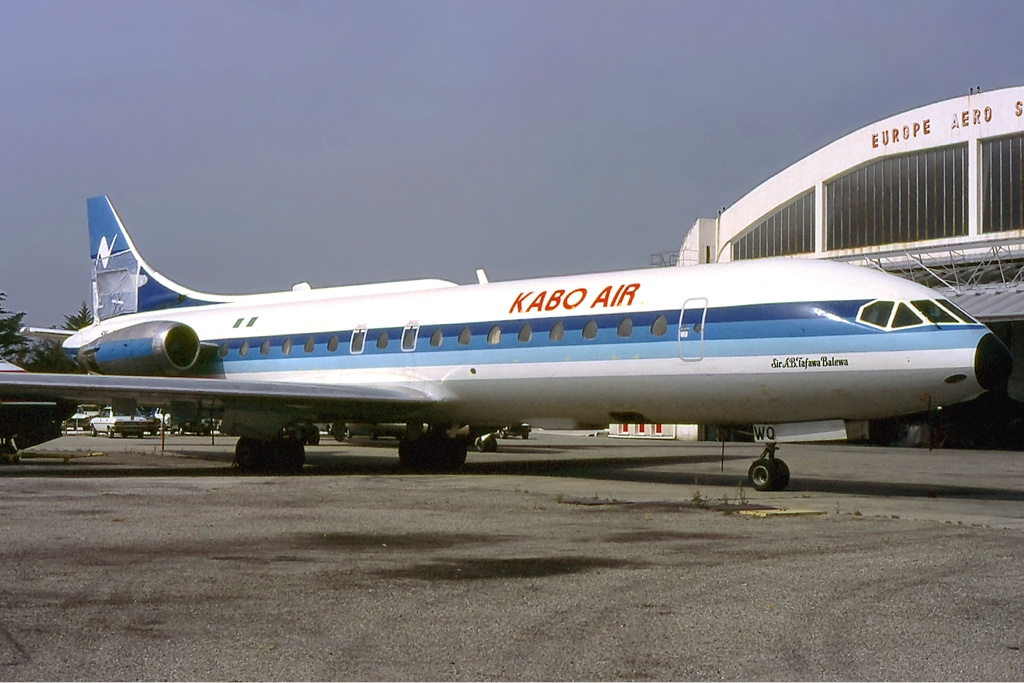
Sud Aviation SE-210 Caravelle 11R авіакомпанії Kabo Air в аеропорту Перпіньян/Рівальт

- 6 серпня 1986 року. Sud Aviation SE-210 Caravelle III при здійсненні посадки в міжнародному аеропорту імені Маргарет Екпо (Калабар) викотився за межі злітно-посадкової смуги. Ніхто з пасажирів і членів екіпажу не постраждав, лайнер згодом був списаний[1].